# 1888 az irodalomban
Az 1888. év az irodalomban.

## Megjelent új művek

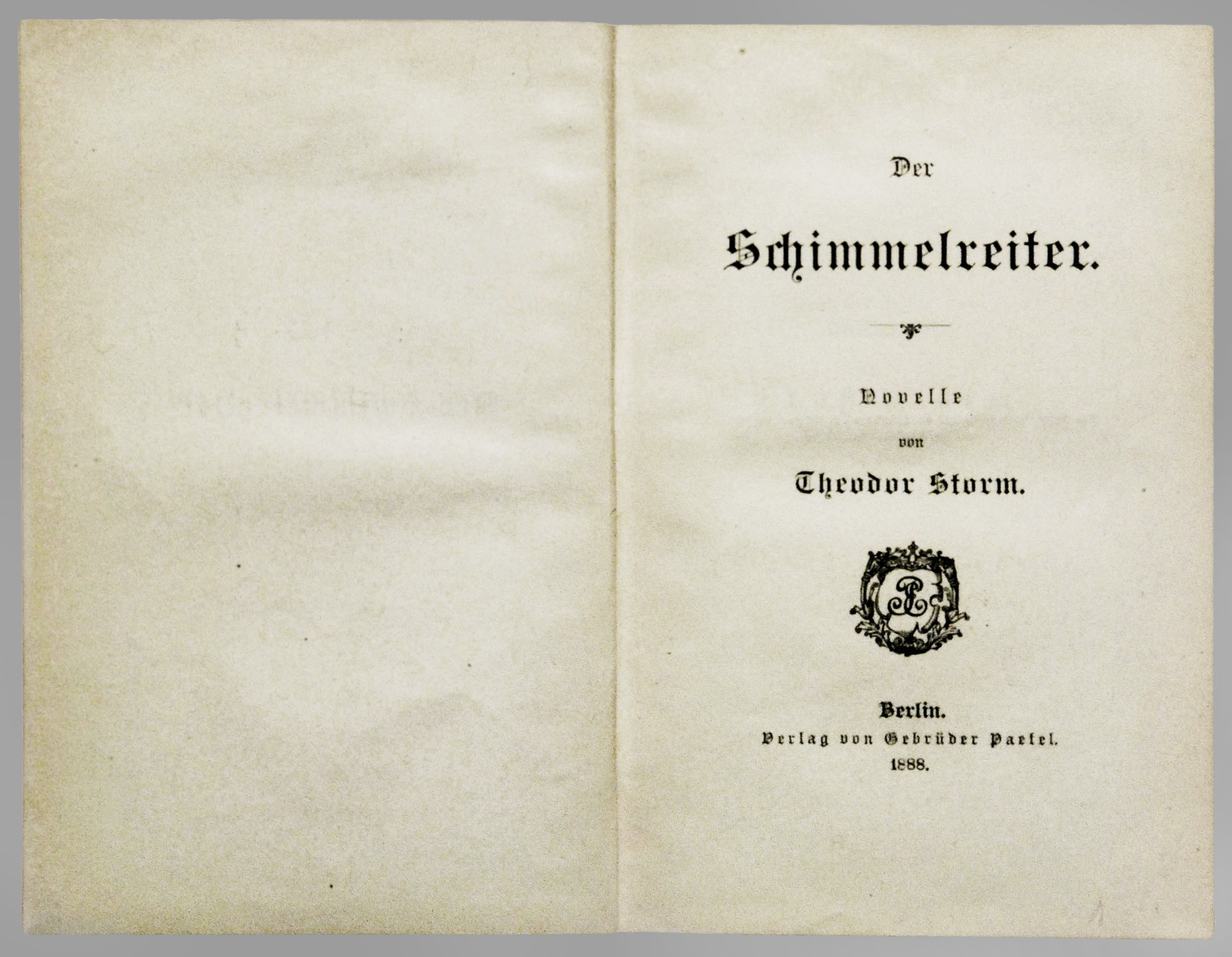
Theodor Storm kisregénye: A viharlovas (1888)

- Anton Csehov terjedelmes elbeszélése: Sztyepp (Степь); „Szevernij Vesztnyik” című folyóirat, márciusi szám
- Henry James elbeszélése: The Aspern Papers (Az Aspern-levelek)
- Rudyard Kipling első elbeszéléskötete: Plain Tales from the Hills (Egyszerű hegyi történetek)
- Guy de Maupassant regénye: Péter és János (Pierre et Jean)
- Octave Mirbeau: Jules abbé (L'Abbé Jules)
- George Augustus Moore ír költő, író, drámaíró, esszéista memoárja: Confessions of a Young Man (Egy fiatalember vallomásai)[1]
- Henryk Sienkiewicz: A kislovag (Pan Wołodyjowski); folytatásokban: 1887–1888, könyv alakban: 1888. A regénytrilógia befejező része (a Tűzzel-vassal és az Özönvíz után)
- Theodor Storm: Der Schimmelreiter (A viharlovas); kisregény, a német író utolsó, halála évében megjelent műve
- Jules Verne regénye: Kétévi vakáció (Deux Ans de vacances)
- Émile Zola regénye: Az álom (Le Rêve), a Rougon-Macquart család regényciklus tizenhatodik kötete
- Oscar Wilde: A boldog herceg és más mesék (The Happy Prince and Other Tales)

### Költészet
- Zinaida Hippiusz orosz költő, író első verseskötete:
- Andrejs Pumpurs lett költő fő műve: Lāčplēsis (A medveölő), a lett néphagyományok alapján írt hősi eposz

### Dráma

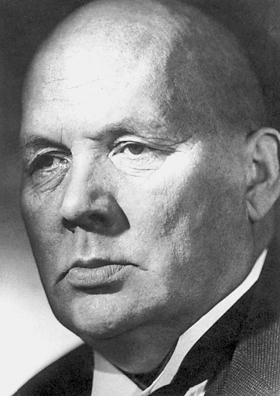
F. E. Sillanpää

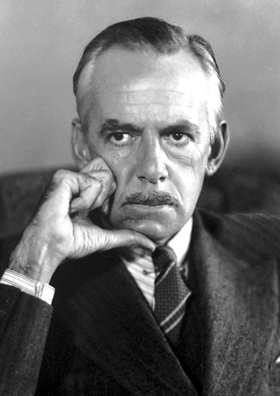
E. O'Neill

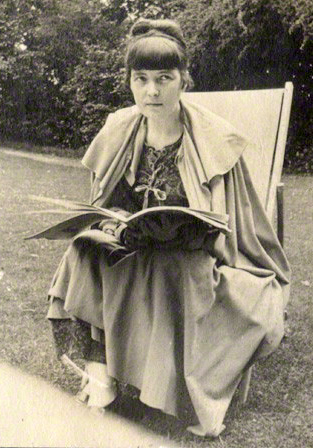
Katherine Mansfield

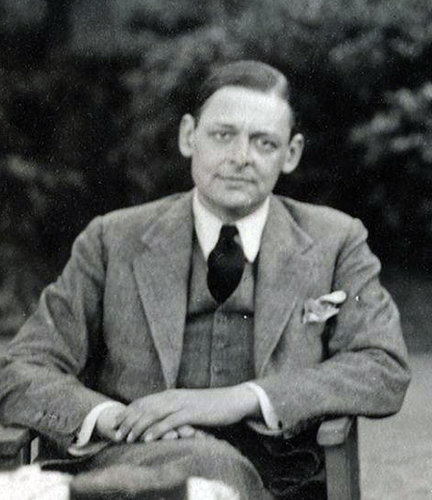
T. S. Eliot

- Anton Csehov két kisebb humoros színpadi művének bemutatója Moszkvában:
  - február: Hattyúdal (Лебединая песня),
  - október: Medve (Медведь), tréfa egy felvonásban
- Megjelenik Henrik Ibsen színműve: A tenger vonzása (Fruen fra havet); bemutató: 1889. februárban
- Megjelenik August Strindberg egyfelvonásos „naturalista tragédiá”-ja: Júlia kisasszony (Fröken Julie, Ett naturalistiskt sorgespel); bemutató: 1889. márciusban

### Magyar nyelven
- Csiky Gergely:
  - A vasember, dráma; (bemutató a Nemzeti Színházban, megjelenik a Csiky-sorozatban)
  - regények: Az elvált asszony és Arnold

## Születések
- február 10. – Giuseppe Ungaretti olasz költő és író († 1970)
- február 12. – Alszeghy Zsolt irodalomtörténész, szerkesztő, a régi magyar és egyházi drámai emlékek és a magyar költészet neves kutatója († 1970)
- május 12. – Egmont Colerus osztrák író († 1939)
- június 13. – Fernando Pessoa portugál költő († 1935)
- július 17. – Füst Milán író, költő, drámaíró, esztéta, a magyar szabadvers megteremtője († 1967)
- július 23. – Raymond Chandler amerikai krimiíró († 1959)
- szeptember 7. – Karácsony Benő erdélyi magyar író († 1944)
- szeptember 16. – Frans Eemil Sillanpää Nobel-díjas (1939) finn író († 1964)
- szeptember 26. – T. S. Eliot amerikai születésű Nobel-díjas (1948) angol költő, drámaíró és kritikus († 1965)
- október 14. – Katherine Mansfield új-zélandi születésű írónő († 1923)
- október 16. – Eugene O’Neill Nobel-díjas (1936) amerikai drámaíró († 1953)

## Halálozások
- január 23. – Eugène Labiche francia komédiaszerző (* 91815)
- január 29. – Edward Lear angol költő és grafikus (* 1812)
- február 21. – Jozef Miloslav Hurban szlovák evangélikus lelkész, író; részt vett a szlovák irodalmi nyelv kodifikálásában (* 1817)
- március 6. – Louisa May Alcott amerikai írónő (* 1832)
- április 5. – Vszevolod Mihajlovics Garsin orosz író (* 1855)
- július 4. – Theodor Storm német író, költő, a német realizmus kimagasló képviselője (* 1817)